# District de Chaumont (Haute-Marne)
Pour les articles homonymes, voir District de Chaumont.
Le district de Chaumont est une ancienne division territoriale française du département de la Haute-Marne de 1790 à 1795.
Il était composé des cantons de Chaumont, Andelot, Arc, Biesles, Blaise, Bolognes, Bricon, Chateauvilain, Juzennecourt, Laferté, Nogent, Poulangi et Vignory.